# Szlak Generała Štefánika

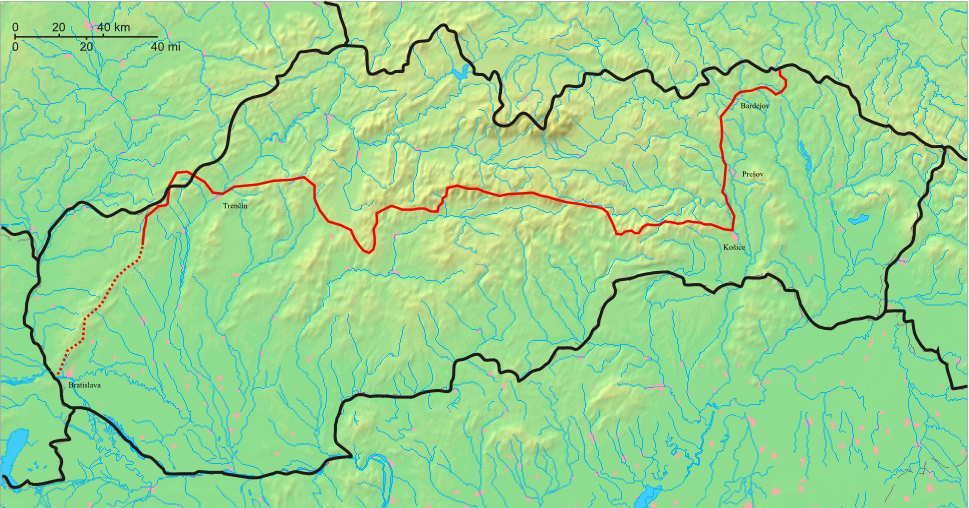
Przebieg szlaku (linia kropkowana; linią ciągłą zaznaczony Szlak Bohaterów SNP)

Szlak Generała Štefánika (słow. Štefánikova magistrála) – szlak turystyczny na Słowacji, łącząca Bradlo z Devínem. Szlak jest oznaczony na czerwono, a na Bradle łączy się ze Szlakiem Bohaterów Słowackiego Powstania Narodowego. Pokrywa się z międzynarodowym szlakiem turystycznym E8 i słowackim szlakiem turystycznym nr 0701.

## Przebieg trasy

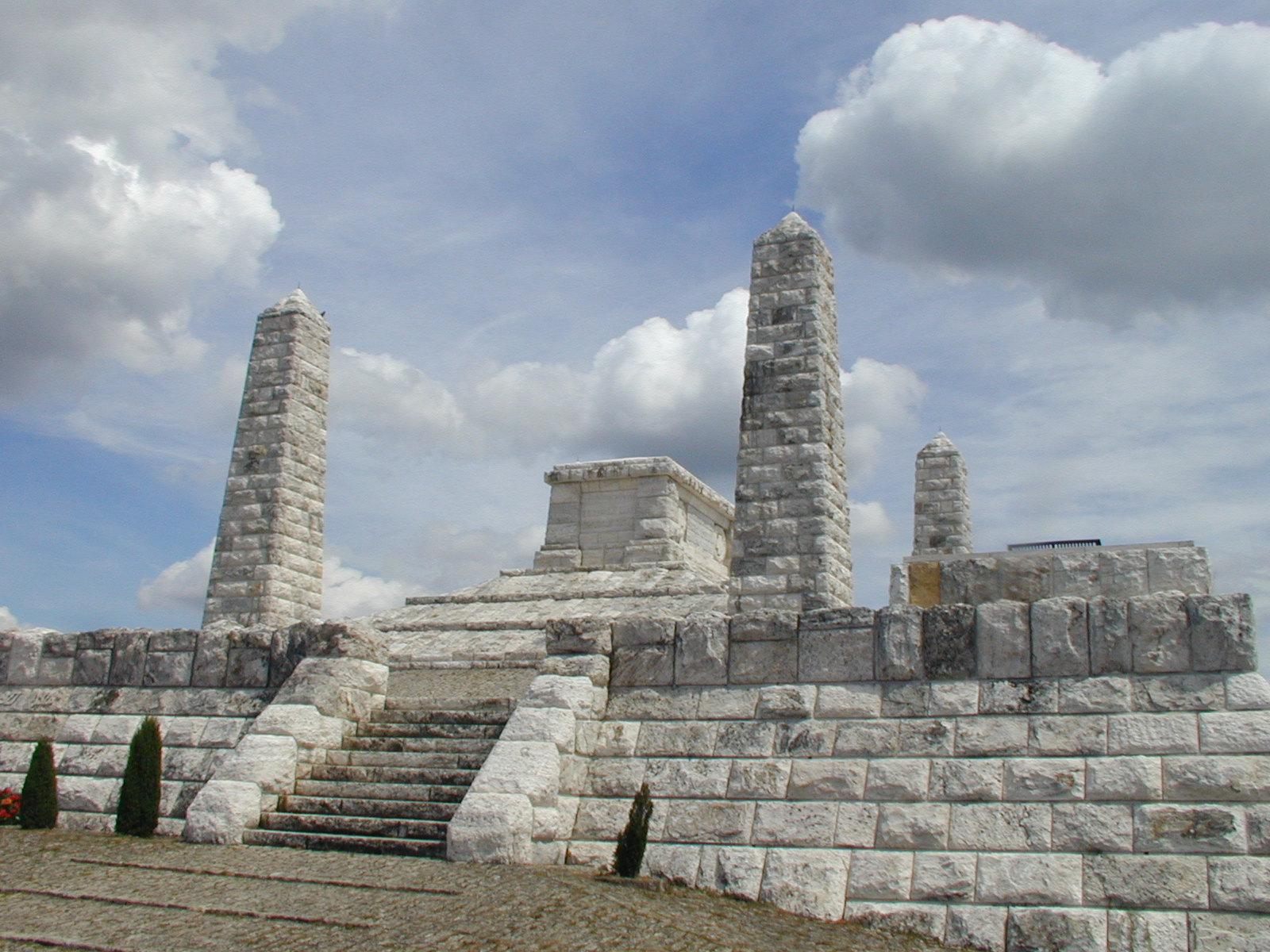
Mogiła M. R. Štefánika

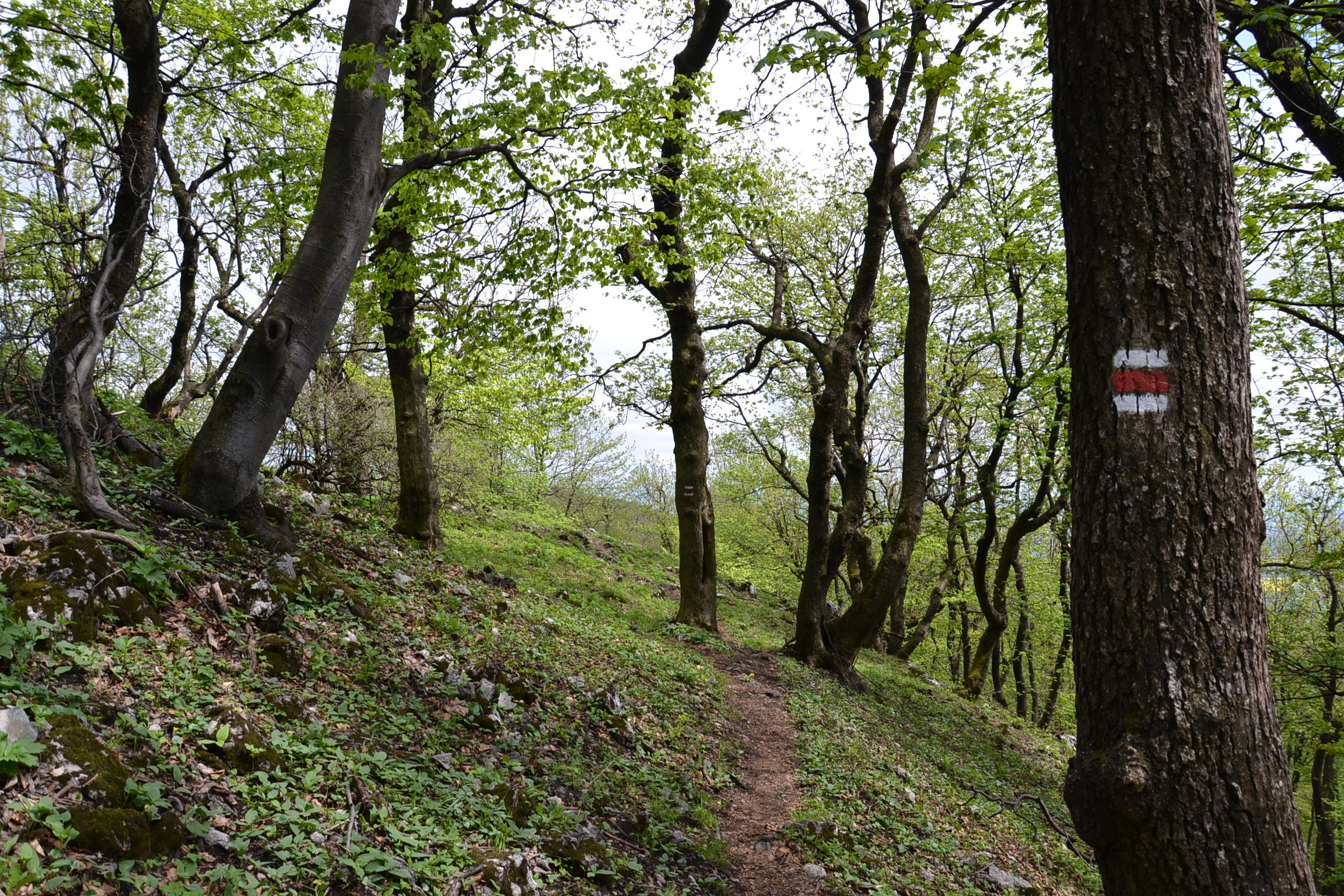
Szlak w okolicach szczytu Záruby

Szlak zaczyna się przy Mogile M. R. Štefánika i prowadzi do Brezovej pod Bradlem, gdzie wkracza w Małe Karpaty. Pod Končitą (428 m n.p.m.), Černastą (412 m n.p.m.) i Slopami (432 m n.p.m.) prowadzi wokół dobrowodzkiego zamku do wsi Dobrá Voda.
Szlak kroczy z powrotem do lasu pod Kopec (472 m n.p.m.), Mihalinovą (428 m n.p.m.) i doliną potoku Raková do drogi nr 51 i schroniska Dolná Raková. Przez Sokolské chaty i osadę Vítkov mlyn wchodzi na Havranią skałę, skąd wkracza w najwyższą część Małych Karpat, na Havranicę (737 m n.p.m.) i najwyższy szczyt pasma, Záruby (768 m n.p.m.).
Szlak idzie grzbietem na Ostrý Kameň (569 m n.p.m.) z ruinami zamku Ostrý Kameň i przez Brezinky obchodzi Veterlín (724 m n.p.m.), Čierną skalę (662 m n.p.m.), Polámané (612 m n.p.m.) i Javorinkę (661 m n.p.m.). Z Amonovej lúki wchodzi na Klokoč (661 m n.p.m.), przez Vápenną zstępuje do Sološnicy, znów wspina się na przełęcz Skalka, trawersuje Horný vrch (643 m n.p.m.) i przez Panské uhliská, Hubalova i Čermák osiąga Skalnatą (704 m n.p.m.).

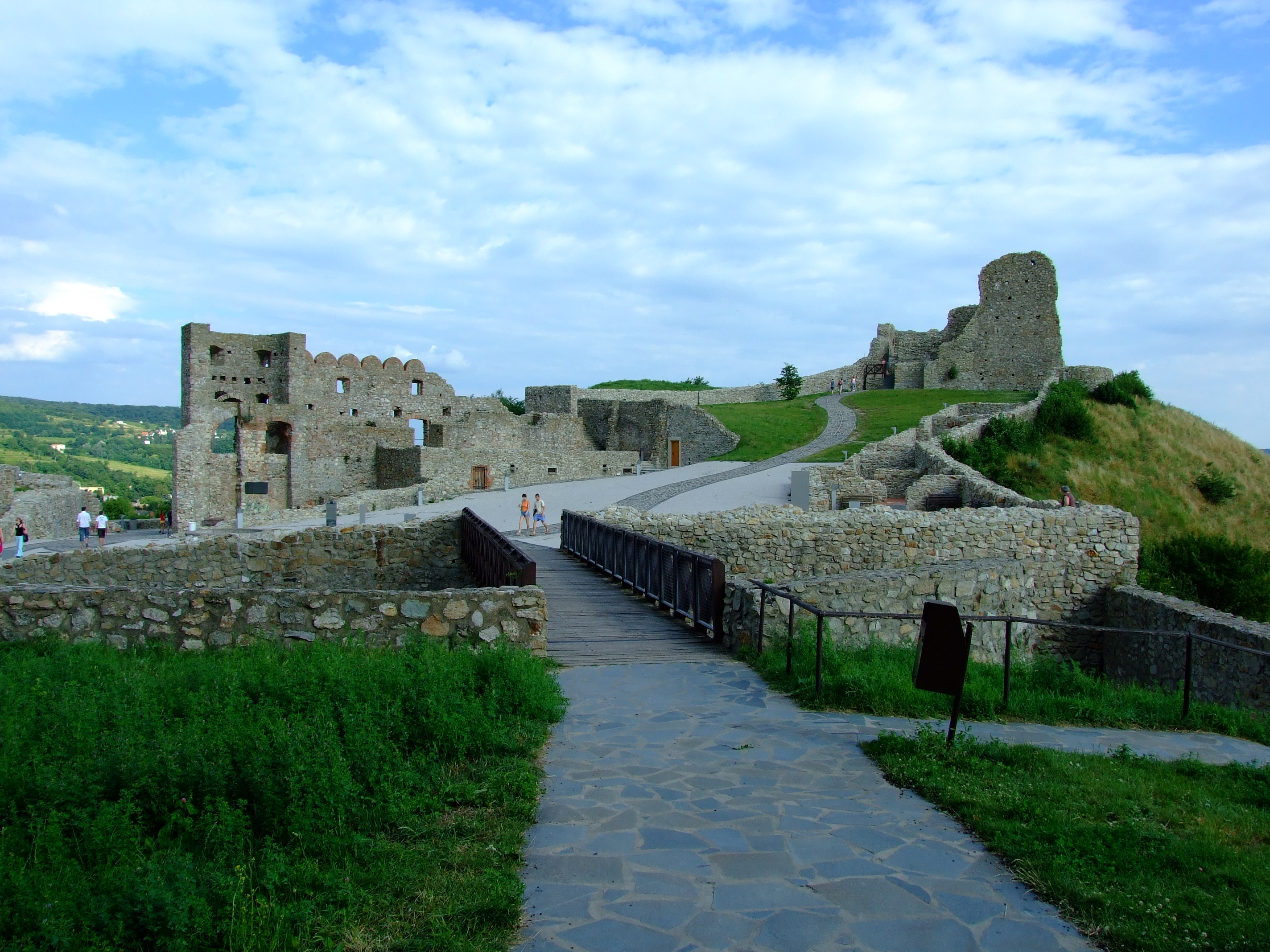
Devín

Grzbietem przez Čertov kopec (752 m n.p.m.), Prostredný vrch (601 m n.p.m.) przez przełęcz Javorina i Čmeľok (709 m n.p.m.) wiedzie na Pezinską Babę (527 m n.p.m.), znany ośrodek turystyczny Małych Karpat. Szlak trawersuje Korený vrch (559 m n.p.m.), Konské hlavy (649 m n.p.m.) i skrajem poligonu wojskowego Turecký vrch przez Stratený kút (594 m n.p.m.), Tri kamenné kopce (584 m n.p.m.), pod szczyt Somár (650 m n.p.m.), punkty Kozí chrbát i Salaš prowadzi na Biały Krzyż (498 m n.p.m.).
Szlak kroczy już w okolicy Bratysławy przez Zbojníckę, Vypálenisko i Pekna cestę (Piękną Drogę) aż na Kamzík, skąd schodzi przez Železną studienkę do Slavína. Ostatni odcinek kroczy Mlynską doliną przez Kútiky, Lasy Jezuickie, Švábsky vrch i wokół Devínskiej Kobyły przez Úzky les (Wąski Las) do Devína na zamek, gdzie szlak się kończy.

### Odcinki trasy (doDobrej Vody)
| Oznaczenie odcinka | Początek             | Koniec            | Długość odcinka | Czas przejścia |
| ------------------ | -------------------- | ----------------- | --------------- | -------------- |
| 0701a              | Zamek Devín, parking | Slavín            | 15,3 km         | 4 h 40'        |
| 0701b              | Slavín               | Biely kríž        | 14,1 km         | 3 h 50'        |
| 0701I (odbicie)    | Slavín               | Slavín, pomnik    | 0,5 km          |                |
| 0701c              | Biely kríž           | Pezinská Baba     | 14,5 km         | 4 h 15'        |
| 0701d              | Pezinská Baba        | przełęcz Skalka   | 13,2 km         | 4 h 25'        |
| 0701e              | przełęcz Skalka      | rozdroże Brezinky | 18,3 km         | 6 h 25'        |
| 0701f              | rozdroże Brezinky    | Dobrá voda        | 22,6 km         | 7 h 35'        |

### Szczegółowe rozpisanie odcinków
| Odcinek                                                            | Wysokość końca odcinka (m n.p.m.) | Czas     | Przewyższenie (+/- m) | Odległość (km) |
| ------------------------------------------------------------------ | --------------------------------- | -------- | --------------------- | -------------- |
| Bradlo, parking - Brezová pod Bradlom, cmentarz                    | 260                               | 32'      | -240                  | 2,2            |
| Brezová pod Bradlom, cmentarz - Brezová pod Bradlom, rynek         | 260                               | -        | 1,4                   |                |
| Brezová pod Bradlom, rynek - Mladosť (Młodość)                     | 270                               | 18'      | +30/-20               | 1,2            |
| Mladosť - Skálie                                                   | 405                               | 1 h 33'  | +255/-120             | 6              |
| Skálie - odbicie do zamku Dobra Woda                               | 345                               | 47'      | +60/-120              | 3,2            |
| Odbicie do zamku Dobra Woda - Dobra Woda                           | 248                               | 16'      | -97                   | 1,1            |
| Dobra Woda - Mihalinová                                            | 420                               | 1 h 8'   | +222/-50              | 4,3            |
| Mihalinová - Dolná Raková                                          | 250                               | 1 h 28'  | +30/-200              | 6,2            |
| Dolná Raková - Havrania skala                                      | 510                               | 2 h 6'   | +410/-150             | 7,8            |
| Havrania skala - Záruby                                            | 767                               | 52'      | +277/-20              | 2,4            |
| Záruby - pod Ostrým Kameňom (pod Ostrym Kamieniem)                 | 350                               | 44'      | +5/-422               | 2,6            |
| Pod Ostrým Kameňom - Brezinky                                      | 345                               | 7'       | +15/-20               | 0,4            |
| Brezinky - Červená hora (Czerwona Góra)                            | 435                               | 50'      | +180/-90              | 2,9            |
| Červená hora - pod Čiernou skalou (pod Czarną Skałą)               | 490                               | 16'      | +55                   | 1              |
| Pod Čiernou skalou - Mon Repos                                     | 480                               | 33'      | +60/-70               | 2,2            |
| Mon Repos - Amonova lúka (łąka)                                    | 560                               | 31'      | +110/-30              | 1,9            |
| Amonova lúka - Uhliská                                             | 570                               | 44'      | +130/-120             | 2,7            |
| Uhliská - Mesačná lúka                                             | 540                               | 14'      | +70                   | 0,8            |
| Mesačná lúka - Vápenná                                             | 752                               | 28'      | +112                  | 1,7            |
| Vápenná - pod Malou Vápennou                                       | 430                               | 33'      | -322                  | 2              |
| Pod Malou Vápennou - Sološnická dolina                             | 270                               | 17'      | -160                  | 1,1            |
| Sološnická dolina - Sedlo Skalka                                   | 525                               | 53'      | +255                  | 3              |
| Sedlo Skalka - Panské uhliská                                      | 600                               | 40'      | +160/-85              | 2,2            |
| Panské uhliská - Hubalová                                          | 535                               | 12'      | +10/-75               | 0,8            |
| Hubalová - Čermák                                                  | 590                               | 51'      | +145/-90              | 3,2            |
| Čermák - Skalnatá                                                  | 704                               | 34'      | +149/-35              | 1,8            |
| Skalnatá - Sedlo Javorina                                          | 620                               | 46'      | +81/-165              | 3              |
| Sedlo Javorina - Pezinská Baba                                     | 527                               | 46'      | +92/-185              | 2,9            |
| Pezinská Baba - Tri kamenné kopce (Trzy Kamienne Kopce)            | 570                               | 1 h 16'  | +173/-130             | 5              |
| Tri kamenné kopce - Kozí chrbát (Kozi Grzbiet)                     | 560                               | 1 h 5'   | +140/-150             | 4,3            |
| Kozí chrbát - Salaš (Szałas)                                       | 500                               | 45'      | +40/-100              | 3,1            |
| Salaš - Biely kríž (Biały Krzyż)                                   | 500                               | 46'      | +75/-75               | 3,1            |
| Biely kríž - Zbojníčka                                             | 410                               | 43'      | +53/-125              | 3              |
| Zbojníčka - Vypálenisko                                            | 380                               | 7'       | -30                   | 0,5            |
| Vypálenisko - Pekná cesta (Piękna Droga)                           | 360                               | 20'      | +20/-40               | 1,4            |
| Pekná cesta - Pod Chlmcom                                          | 320                               | 54'      | +95/-135              | 3,6            |
| Pod Chlmcom - Kamzík (kozica), rozdroże                            | 400                               | 22'      | +90/-10               | 1,3            |
| Kamzík, rozdroże - pri Červenom moste (przy Czerwonym Moście)      | 210                               | 35'      | +20/-210              | 2,4            |
| Pri Červenom moste - Bratysława (słow. Bratislava), Mlynská dolina | 150                               | 1 h 16'  | +120/-180             | 5,1            |
| Bratysława, Mlynská dolina - Jezuitské lesy (Lasy Jezuickie)       | 335                               | 1 h 23'  | +275/-90              | 5,2            |
| Jezuitské lesy - Švábsky vrch (Szwabski Szczyt)                    | 330                               | 17'      | +15/-20               | 1,2            |
| Švábsky vrch - Dúbravska hlavica                                   | 350                               | 17'      | +45/-25               | 1,1            |
| Dúbravska hlavica - Devínska Kobyla, rozdroże                      | 480                               | 48'      | +160/-30              | 3              |
| Devínska Kobyla, rozdroże - Úzky les (Wąski Las)                   | 320                               | 19'      | -160                  | 1,3            |
| Úzky les - Devín, zamek                                            | 145                               | 35'      | +10/-185              | 2,5            |
| Razem                                                              |                                   | 30 h 20' |                       | 117,1          |